# Годинник (Apple)
Годинник — це мобільний додаток, що входить до складу iPhone з iPhone OS 1 та iPad з iOS 6.

## Особливості
Додаток початково мав 4 вкладок. В iOS 10 була додана 5 вкладка «Перед сном» та згодом від неї відмовилися.

### Час у світі
Розділ «Час у світі» дозволяє користувачеві отримати доступ до температури, часу та тиску великих міст на їх вибір. Користувач може додати нові міста, натиснувши значок плюса у верхній частині екрана та ввівши ім'я міста, яке користувач хоче додати. Користувач також може видалити міста, проводячи пальцем ліворуч та натискаючи кнопку видалення.

### Будильники
Розділ «Сигнали» дозволяє користувачеві переглядати всі їхні тривоги в тижні, створювати нові будильники, та вимикати та вмикати існуючі будильники.

### Секундомір
Секція секундоміра надає користувачеві можливість хронометражувати події та бачити, скільки часу вони займають. Додаток також дозволяє користувачеві зробити паузу, скинути налаштування або скористатися функцією зупинки секундоміра.

### Таймер
Розділ таймера дозволяє користувачеві встановити таймер для відліку часу до певного часу. Коли таймер досягне нуля, пролунає сигнал тривоги.

### Перед сном
У iOS 10 та пізніших версіях є функція Bedtime, яка дозволяє користувачеві краще спати. Це робиться шляхом визначення того, коли користувач хоче прокинутися, скільки днів повинен спрацьовувати будильник, скільки годин сну користувач бажає та чи бажає користувач сповіщення перед сном. Ця функція також інтегрується з додатком Health для відстеження даних про сон. З виходом iOS 14 та iPadOS 14 ця функція була включена на вкладку Сигнали на iPhone та видалена з iPad.

### Інші особливості
З iOS 7 піктограма програми відображає користувачеві поточний час. Починаючи з iOS 10, інтерфейс містить темну тему та нову фігуру секундоміра, до якої можна перейти пальцем ліворуч.